# Ганс Когауш
Ганс Когауш (нім. Hans Cohausz; 30 січня 1907, Ессен — 6 листопада 1994) — німецький офіцер-підводник, фрегаттен-капітан крігсмаріне, капітан-цур-зее бундесмаріне.

## Біографія
1 квітня 1926 року вступив в рейхсмаріне. З вересня 1935 по квітень 1936 року пройшов курс підводника. З 16 травня по 2 серпня 1936 року — командир підводного човна U-15, з 8 жовтня 1936 по 31 жовтня 1938 року — U-30, з 20 вересня 1939 року — U-A, на якому здійснив 2 походи (98 днів в морі) з 1 листопада 1940 року — 1-ї флотилії підводних човнів, з 15 лютого 1942 року — знову U-A, здійснив ще 2 походи (44 дні в морі), з 15 травня 1942 року — 11-ї флотилії підводних човнів, з 19 грудня 1944 року — торпедного училища Мюрвіка. В кінці війни взятий в полон союзниками. 25 серпня 1945 року звільнений.
Всього за час бойових дій потопив 7 кораблів загальною водотоннажністю 40 706 тонн.
| Дата           | Назва корабля | Тип                                  | Тоннаж | Вантаж                      | Екіпаж | Загинули | Країна                | Конвой |
| -------------- | ------------- | ------------------------------------ | ------ | --------------------------- | ------ | -------- | --------------------- | ------ |
| 16 червня 1940 | HMS Andania   | Допоміжний крейсер (колишній лайнер) | 13,950 |                             | 347    | 0        | Британська імперія    |        |
| 26 червня 1940 | Crux          | Торговий теплохід                    | 3,828  | 6300 тонн патентного палива | 30     | 0        | Норвегія              | OG-34  |
| 14 липня 1940  | Sarita        | Паровий танкер                       | 5,824  | Баласт                      | 29     | 0        | Норвегія              |        |
| 3 серпня 1940  | Rad           | Торговий пароплав                    | 4,201  | Хімікати                    | 29     | 0        | Королівство Югославія |        |
| 15 серпня 1940 | Aspasia       | Торговий пароплав                    | 4,211  | Марганцева руда             | 19     | 19       | Королівство Греція    |        |
| 19 серпня 1940 | Kelet         | Торговий пароплав                    | 4,295  | Баласт                      | 74     | 6        | Угорське королівство  |        |
| 20 серпня 1940 | Tuira         | Торговий пароплав                    | 4,397  | Вугілля                     | 32     | 2        | Панама                | OB-198 |

## Звання
- Кандидат в офіцери (1 квітня 1926)
- Морський кадет (26 жовтня 1926)
- Фенріх-цур-зее (1 квітня 1928)
- Оберфенріх-цур-зее (1 червня 1930)
- Лейтенант-цур-зее (1 жовтня 1930)
- Оберлейтенант-цур-зее (1 січня 1933)
- Капітан-лейтенант (1 квітня 1936)
- Корветтен-капітан (1 лютого 1941)
- Фрегаттен-капітан (1 серпня 1944)

## Нагороди
- Медаль «За вислугу років у Вермахті» 4-го і 3-го класу (12 років)
- Іспанський хрест в бронзі (6 червня 1939)
- Залізний хрест
  - 2-го класу (1 травня 1940)
  - 1-го класу (30 серпня 1940)
- Нагрудний знак підводника (30 серпня 1940)
- Орден «За заслуги перед Федеративною Республікою Німеччина», офіцерський хрест (1966)